# Bad Brains
A Bad Brains (szó szerinti jelentése: "Rossz agyak") amerikai együttes. Jelenlegi tagjai: H.R., Dr. Know, Darryl Jenifer és Earl Hudson. Korábbi tagok: Sid McCray, Mackie Jayson, Taj Singleton, Chuck Mosley, Israel Joseph I és Chuck Treece. Az együttes 1976-ban alakult Washingtonban, akkor még Mind Power ("Agyerő") néven, és jazz fusion (fúziós jazz) zenét játszottak. 
Egy évvel később, 1977-ben változtatták a nevüket Bad Brains-re, a Ramones "Bad Brain" című dala után. 1977-ben kialakult a jelenlegi formáció. 1998-tól 2001-ig "Soul Brains" néven turnéztak. 2016-ban H.R. a SUNCT nevű különleges fejfájással kórházba került. Az együttes zenéjét nehéz egy stílusba besorolni: korábbi albumaikon hardcore punkot és reggae-t játszottak, későbbi albumaikon több műfajt is vegyítenek (például punk rock, rock, alternatív metal, reggae, funk). Maga a zenekar kifejezte nemtetszését az iránt, hogy a hardcore punk stílusba sorolják a zenéjüket, annak ellenére, hogy a stílus egyik úttörőjének számítanak. Eddig tíz albumot adtak ki, melyek közül az egyik, az I Against I bekerült az 1001 lemez, amelyet hallanod kell, mielőtt meghalsz című könyvbe. Az I & I Survived című albumuk a korábbi dalaikat tartalmazza instrumentális formában.
Chuck Mosley 2017-ben elhunyt, 2020-ban pedig Sid McCray is meghalt.

## Diszkográfia
- Bad Brains (1982)
- Rock for Light (1983)
- I Against I (1986)
- Quickness (1989)
- Rise (1993)
- God of Love (1995)
- I and I Survived (2002)
- Build a Nation (2007)
- Into the Future (2012)
- Mind Power (2018)